# گمینا گرویتس
گمینا گرویتس (به لهستانی:  Gmina Grójec) یک گمینا در لهستان است که در شهرستان گرویتس واقع شده‌است. گمینا گرویتس ۱۲۰٫۶۴ کیلومتر مربع مساحت و ۲۳٬۱۴۰ نفر جمعیت دارد.